# Dinocephalosaurus
Dinocephalosaurus (що означає «рептилія з жахливою головою») — рід довгошиїх водяних проторозаврів, які населяли тріасові моря Китаю. Рід містить тип і єдиний відомий вид, D. orientalis, який був названий Лі в 2003 році. На відміну від інших проторозаврів з довгою шиєю (які утворюють групу, відому як таністрофеїди), у диноцефалозавра конвергентна довга шия виникла не через подовження окремих шийних хребців, а через додавання шийних хребців, кожен з яких мав помірну довжину. Як показав філогенетичний аналіз, він належав до окремої лінії, яка також включала принаймні його найближчого родича Pectodens, який був названий Dinocephalosauridae у 2021 році. Однак, як і таністрофеїди, диноцефалозавр, ймовірно, використовував свою довгу шию для полювання, використовуючи схожі на ікла зуби своїх щелеп, щоб зловити здобич. Ймовірно, це була морська тварина через необхідність, на що вказують погано окостенілі та веслоподібні кінцівки, які заважали йому вийти на берег.

## Галерея

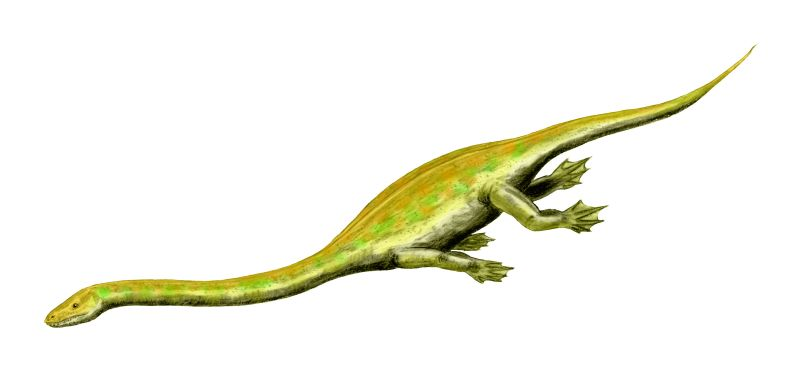
Художня реконструкція зовнішності
Порівняння розмірів з людиною